# A1 Makedonija
A1 Makedonija (ehemals: Vip operator und one.Vip) ist ein Telekommunikationsunternehmen, das Mobilfunknetze in Nordmazedonien betreibt. Das Unternehmen ist eine 100-prozentige Tochter der Telekom Austria, die in insgesamt acht Ländern Zentral- und Osteuropas aktiv ist. A1 Makedonija steht in Nordmazedonien im Wettbewerb zu T-Mobile Macedonia. 2015 fusionierte Vip operator mit dem ehemaligen Mitbewerber ONE (gehörend zu Telekom Slovenije) in das Unternehmen one.Vip. Die Unternehmen Telekom Austria Group sowie die Telekom Slovenije besitzen dabei weitgehend das Stimmrecht.

## Geschichte

Ehemaliges Logo

A1 Makedonija wurde vom ehemaligen Generaldirektor der mobilkom austria AG Boris Nemšić gegründet. Das Unternehmen erhielt die Lizenz im März 2007 und startete am 19. September 2007 mit dem operativen Geschäft.
Bis 2010 wurde A1 Makedonija als 100-prozentige Tochtergesellschaft der mobilkom austria AG geführt. Am 8. Juli 2010 wurde die mobilkom austria AG mit der Telekom Austria TA AG verschmolzen. Im Zuge dieser Verschmelzung wurden die nicht österreichischen Tochterunternehmen der mobilkom austria AG der Telekom Austria unterstellt. Daher ist das Unternehmen seit 2010 eine 100-prozentige Tochter der Telekom Austria.
Im September 2019 wurde die Umbenennung von one.Vip in A1 Makedonija verkündet.

## Unternehmen
Das Unternehmen hatte im 1. Quartal 2010 laut eigenen Angaben einen Marktanteil von 16,4 Prozent und ist damit der drittgrößte Mobilkommunikationsanbieter in Nordmazedonien.

## Vorwahl
Die Vorwahlnummern für das Netz von A1 Makedonija sind 077 und 078.